# 7 Maart-stadion
Het 7 Maart-stadion (Arabisch:ملعب 7 مارس) is een multifunctioneel stadion in Ben Gardane, Tunesië. In het stadion kunnen 10.000 toeschouwers. Het stadion wordt vooral gebruikt voor voetbalwedstrijden. De voetbalclub US Ben Guerdane maakt gebruik van dit stadion voor het spelen van hun thuiswedstrijden.
De datum van 7 maart komt overeen met de dag van de slag om Ben Gardane die plaatsvindt in 2016. De botsingen zetten vervolgens de Tunesische veiligheidstroepen op tegen de jihadisten van de Islamitische Staat.